# Ka (Kana)
か, in Hiragana, oder カ in Katakana, sind japanische Zeichen des Kana-Systems, die beziehungsweise den Schriftsystemen Hiragana und Katakana zuhören. Sie repräsentieren beide eine Mora. In der modernen japanischen alphabetischen Sortierung stehen sie an sechster Stelle. Das か ist außerdem der 14. Buchstabe im Iroha, direkt nach dem わ und vor よ. In der Gojūon-Tabelle (sortiert nach Spalten von links nach rechts) steht か in der zweiten Spalte (か行, „Spalte Ka“) und in der ersten Reihe (あ段, „Reihe A“). Beide stellen [ka] dar.
| Form                              | Rōmaji      | Hiragana        | Katakana        |
| --------------------------------- | ----------- | --------------- | --------------- |
| Normal k- (か行 ka-gyō)           | ka          | か              | カ              |
| Normal k- (か行 ka-gyō)           | kaa kā, kah | かあ, かぁ かー | カア, カァ カー |
| Addition dakuten g- (が行 ga-gyō) | ga          | が              | ガ              |
| Addition dakuten g- (が行 ga-gyō) | gaa gā, gah | があ, がぁ がー | ガア, ガァ ガー |

## Ableitung
Die Form beider Kana ist vom Kanji 加 abgeleitet. Dieses wird im modernen Hochchinesisch als jia1 ausgesprochen, im Koreanischen als ka.

## Varianten
Die Kana können mit den Dakuten, zu が in Hiragana, ガ in Katakana, und damit ga in dem Hepburn-System, erweitert werden. Der phonetische Wert wird zur Form [gɑ] am Anfang modifiziert und variiert zwischen [ŋa] und [ɣa] in der Mitte des Wortes.
Das Handakuten (゜) tritt nicht mit ka in normalen japanischen Texten auf. Es wird aber manchmal von Linguisten verwendet, um die nasale Aussprache [ŋa] anzudeuten.

## Strichfolge
|  |  |

Das Hiragana か wird mit drei Strichen gezeichnet:
1. Oben links, eine waagerechte Linie, die zu einem Bogen nach unten führt, und unten mit einem Haken endet.
2. Oben, ein geschwungener vertikaler Strich, der den ersten Strich schneidet.
3. Rechts, eine kurze geschwungene Linie, beginnend auf der Höhe des ersten Strichs.

Das Katakana カ wird mit zwei Strichen gezeichnet:
1. Oben links, eine waagerechte Linie nach rechts, weiter senkrecht nach unten, unten kurz nach Links leicht gebogen.
2. Oben, eine vertikale Linie nach unten, ab der Hälfte, leicht nach links geschwungen.

## Weitere Darstellungsformen
- In japanischer Brailleschrift:

- Der Wabun-Code ist ・－・・.
- In der japanischen Buchstabiertafel wird es als „為替のカ“ (Kawase no Ka) buchstabiert.

## Bedeutung in der japanischen Grammatik
か [ka] ist die am häufigsten verwendete Fragepartikel. Es wird außerdem verwendet, um Auswahlmöglichkeiten zu trennen.
が [ga] wird verwendet, um die Aufmerksamkeit auf einen bestimmten Satzteil zu lenken, speziell für das grammatische Subjekt.